# داروسازی
داروسازی، صنعتی است که در زمینه دارو درمانی برای مداوای یک بیمار به عنوان متداول‌ترین شیوه در دنیا با بیماران و مردم مرتبط می‌گردد. یک داروساز در داروخانه باید بر روی همهٔ نسخه‌های پزشکان نظارت کند و تأیید کند که نسخه برای بیمار از نظر سن، وزن، تداخلات و تناسب با بیماری مناسب است و با مهر و امضا تأییدیه خود را ثبت کند و در صورت نادرستی با پزشک تماس بگیرد یا مسئولیت آن را نپذیرد و از پذیرش آن خود داری کند. داروساز در صورت ناکام بودن رژیم دارو درمان باید دلایل عدم موفقیت را بررسی کند. این رشته در ایران و بسیاری از کشورهای جهان در مقطع دکترای حرفه‌ای ارائه می‌شود. معادل این رشته در خارج از ایران، معمولاً Master of Pharmacy یا MPharm می‌باشد.
داروسازی حرفه‌ای در زمینه سلامت است که دانش های بهداشت را با دانش های شیمی پیوند می‌دهد. رشته داروسازی، رشته‌ای در ارتباط با علوم پزشکی است که در رابطه با تولید و ساخت دارو، بررسی وضعیت دارو در بدن انسان و موجودات زنده و میزان تأثیر دارو در سلامت جامعه و کم کردن بحران‌های بیماری‌زا نقش ایفا می‌کند.
به عبارت دیگر؛ رشته داروسازی به شناخت ماده مؤثر، فرموله کردن این ماده (تبدیل ماده مؤثر به فرمی که قابل مصرف برای بیمار باشد مثل قرص، کپسول، شربت یا استفاده از روش‌های تزریقی) و بررسی اثرات دارو بر بدن بیمار می‌پردازد.
علت حدود ۳۰ تا ۵۰ درصد ناموفق بودن شیوه مداوای یک بیمار، به دارو مربوط می‌شود؛ یعنی کیفیت دارو، انتخاب نوع دارو و نحوه استفاده از دارو است. این که بیمار دارو را با چه مواد غذایی یا داروهای دیگر استفاده می‌کند می‌تواند اثر دارو را تضعیف کند، و این وظیفه یک  داروساز است که علت را تشخیص دهد و در این زمینه پزشک معالج را راهنمایی کند.

## دروس پایه
بیولوژی نظری، فیزیک نظری، ریاضیات پایه و مقدمات آمار، شیمی عمومی، بیوشیمی، فیزیولوژی، شیمی آلی، تشریح، اصول خدمات خرید سهمیه پزشکی بهداشتی، آمار حیاتی، شیمی تجزیه، میکروب‌شناسی نظری و عملی، انگل‌شناسی و قارچ‌شناسی، ایمونولوژی، کمک‌های اولیه

## داروسازی در ایران
پیرامون تاریخچهٔ داروسازی در ایران می‌توان به موضوع هوشتانه دانشمند ایرانی عصر هخامنشی اشاره کرد، که آمده است وی صاحب بخش بزرگی از آثاری بود که پیرامون «داروسازی» در دوران رومیان تحت نام او در گردش بودند.
امروزه حدود ۲۵ دانشکدهٔ داروسازی در ایران وجود دارند که سالانه نزدیک به ۱۶۰۰ نفر از این دانشکده‌ها فارغ‌التحصیل شده و وارد بازار کار می‌شوند.

## برخی از شرکت‌های داروسازی در ایران
- گروه دارویی برکت

- داروسازی تهران شیمی
- داروسازی ایران دارو
- شرکت داروسازی فناوری زیستی کیمیا
- شرکت داروسازی روناک
- داروسازی رازک
- داروسازی سیناژن
- گروه دارویی سبحان
- داروسازی رها اصفهان
- داروسازی نانو حیات دارو
- داروسازی عبیدی
- داروسازی جابر ابن حیان
- داروسازی اکسیر
- داروسازی دانا
- داروسازی ابوریحان
- داروسازی اسوه
- پارس دارو
- داروسازی زاگرس فارمد پارس
- داروسازی باختر بیوشیمی
- داروسازی البرز دارو

### ۵. شرکت آکو صنعت تجارت آریا تولید کننده ملزومات بسته بندی دارویی با نشان "آکو" |Ako Sanat industry[۱]
1. ↑  «آکو صنعت تولید کننده ملزومات دارویی و تجهیزات بسته بندی دارویی». ۲۰۲۵-۰۱-۱۲. دریافت‌شده در ۲۰۲۵-۰۵-۲۶.